# 河浜一也
河浜一也（かわはま かずや、1959年11月3日 - ）は日本の実業家。学習塾経営者。学習共同体河浜塾（有限会社広島カルチャーストック）代表取締役、広島私塾連盟特別顧問（元理事長）、全日本私塾教育ネットワーク副理事長、広島YMCA常議員、学校法人広島YMCA学園理事、NPO法人教育サポート広島副理事長、NPO法人安芸ソーシャルサポートの会理事、山陽女子短期大学非常勤講師、FMはつかいちラジオパーソナリティ、音楽プロデューサー、フリーライター、作詞作曲家、詩人、郷土歴史家。

## 人物・来歴
1982年、広島市佐伯区に河浜学習塾を開業、1985年に有限会社広島カルチャーストックを設立、塾名を学習共同体河浜塾と改称する。現在、東は東広島市高屋から西は広島市佐伯区まで教室を展開している。同塾は「迷った時の塾選び広島」（高遠信次著・南々社、2008年刊）において広島県を代表する5塾のうちの一つとして、熱血型の塾に分類されている。出身校である修道高校を分析・紹介した「男たちの修道」（井川樹著・南々社、2012年刊）には、「活躍するOBたち」の欄に名が記されている。
20歳代で詩集を発表した詩人であり、音楽の世界では作曲家・ヴォイスパフォーマーとしての顔も持つ。自らの所属したユニット「月輪（げつりん）」で、当時の鯤レーベルより実験音楽CD「蝕（しょく）」を発表。
1993年から、広島テレビの「柏村武昭のテレビ宣言」で、毎週のレギュラーコーナー「まちかど塾」を担当した。その後2011年まで、「広島テレビ・公立高校入試解答ダイジェスト」に出演。FMななみでラジオパーソナリティとして毎週のレギュラー出演の後、FMはつかいちの「河浜一也のバラエティーナイト」でメインパーソナリティを務め、2018年11月には、その放送回数が300回を超えた。また、広島県西部に在住の歌手や作曲家、フォトグラファー・ラジオDJらのアーティスト集団「Lusica Final Arts（ルシカ・ファイナル・アーツ）」の代表を務め、そのコアメンバーの音楽プロデューサーとして若手アーティストを育てている。
2000年頃から数年間、廿日市市栗栖で「コーヒーハウス・イシイ」を経営した。宮島やもみじまんじゅうに詳しいことから「宮島博士」「もみまん博士」とも呼ばれる。
2012年のNHK大河ドラマを契機に広島で起こった清盛ブームでは、郷土歴史家として、平清盛や佐伯景弘のことを中心に各地で講演した。西広島タイムスにて西国街道周辺をテーマに連載を持つ。「リビングひろしま」では、「河浜一也先生と歩くふるさと歴史散歩」で平清盛ゆかりの地について連載した。広島市佐伯区の広報「佐伯区だより」にて佐伯景弘についての解説を連載した。郷土歴史家としては、西広島タイムスの「宮島街道歴史散歩」の他、季刊誌「GRANDEひろしま」に広島市内の橋の歴史と原爆のことを組み合わせた「シリーズ橋」のページを連載、中小企業家向け情報誌「ログノート」には「ミュージックシーン広島」や「歴史風景広島」を連載中。

## 著作
- 佐伯区本（溪水社）
- 続佐伯区本（溪水社）
- 平清盛・佐伯景弘、宮島歴史ウォーク（トレンドパーク）
- 吉田松陰の教育（「学習塾百年の歴史」編纂委員会）
- 景弘・平安の笛（広島市佐伯区まちおこし推進課）
- 蝕 by月輪（鯤レーベル。CD）

## 担当番組
- FMはつかいち -「河浜一也のバラエティーナイト」（毎月第1・3・5火曜20:00 - ）
- FMはつかいち - 「高校入試丸見えラジオ」（2014年8月 -（毎年8月 - 10月の季節番組・週1日17:00 - ））
- FMはつかいち - 「沖本・吉松・伊藤・河浜のプログレナイト」（2013年 -（不定期特別番組））
- FMはつかいち - 「ルシカミュージックスポット」（2014年2月 - 2015年3月）
- 広島テレビ - 「柏村武昭のテレビ宣言」まちかど塾のコーナー（1993年 - 1997年）
- 広島テレビ - 「公立高校入試解答ダイジェスト」（1994年 - 2011年）
- FMななみ - ｢FMななみバラエティースポット」（2005年 - 2007年）